# نادي الخاسرين
نادي الخاسرين هو فيلم من نوع كوميديا ودراما أُصدر في 2011. الفيلم من إخراج تولجا اورنيك ‏، أما السيناريو فكان من كتابة تولجا اورنيك ‏ ومحمد ادا اوزتكين ‏.

## القصة
تقع أحداث الفيلم في إسطنبول.

## طاقم التمثيل
- نجات إسلر
- آهو توركبنش
- Günes Zavrak ‏
- رضا كوجا أوغلي
- اونور اونسال  [لغات أخرى]‏
- جنكيز بوزكورت
- إيديل فرات
- إيغيت أوزينير
- سرا يلماز

## الإنتاج
موسيقى الفيلم التصويرية كانت من تأليف Cavit Ergün ‏.

## وصلات خارجية
- نادي الخاسرين على موقع IMDb (الإنجليزية)
- نادي الخاسرين على موقع ألو سيني (الفرنسية)
- نادي الخاسرين على موقع Turner Classic Movies (الإنجليزية)
- نادي الخاسرين على موقع أول موفي (الإنجليزية)
- نادي الخاسرين على موقع فيلمافينيتي (الإسبانية)
- نادي الخاسرين على موقع قاعدة بيانات الفيلم (الإنجليزية)
- نادي الخاسرين على موقع ليتربوكسد (الإنجليزية)
- نادي الخاسرين على موقع كينوبويسك (الروسية)